# Théorie des coauteurs
La théorie des coauteurs est la théorie selon laquelle le Conseil d'État français en sanctionnant sa non-consultation sur un acte sur le terrain de l'incompétence et non du vice de forme, deviendrait juridiquement le coauteur de l'acte.
C'est notamment le cas lorsque l'avis du Conseil d'État est obligatoire ou conforme (textes réglementaires, mesures individuelles, projets de loi).
Cette théorie est une création jurisprudentielle du Conseil d'État qui entend ainsi faire mieux respecter son rôle de conseiller du gouvernement.